# Савкуев, Хамид Владимирович

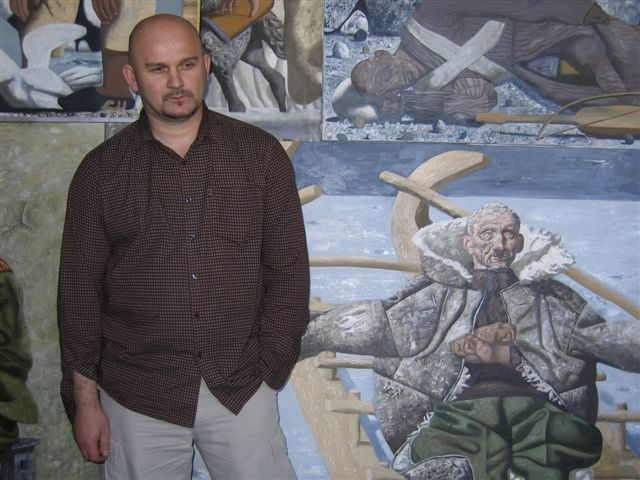
https://vitanova.ru/uploaded/33.jpg

Хамид Владимирович Савкуев (род. 20 июля 1964 года, г. Джамбул, КазССР, СССР) — российский художник, академик Российской академии художеств (2018).

## Биография
Родился 20 июля 1964 года в Казахстане, в городе Джамбул, в семье переселенцев из Кабардино-Балкарии.
В 1979 году семья вернулась на родину на Северный Кавказ в город Нальчик, где Хамид Савкуев получает начальные сведения об искусстве в мастерской художника-монументалиста А. М. Сундукова, в дальнейшем учился на художественно-графическом факультете педагогического института имени Алиева в городе Карачаевск, под руководством  Тамбиева Б.Н., Муртазова Н.М., Бостанова М.С.
В 1995 году — с отличием окончил отделение монументальной живописи факультета живописи Санкт-Петербургского государственного академического института живописи, скульптуры и архитектуры имени И. Е. Репина, после окончания которой до 1998 года — работает в составе творческой мастерской А. А. Мыльникова.
С 1996 года — преподаватель рисунка на факультете живописи Санкт-Петербургского государственного академического института живописи, скульптуры и архитектуры им. И. Е. Репина, с 2012 года — доцент кафедры рисунка, с 2014 года — руководитель персональной учебной мастерской станковой живописи на базе факультета живописи Санкт-Петербургской академии художеств имени Ильи Репина.
Участник жюри Всероссийского конкурса изобразительного искусства, посвященный Году добровольца и волонтера в России «От сердца к сердцу».
С 1996 года — член Союза художников России.
В 2008 году — избран членом-корреспондентом, в 2018 году — академиком Российской академии художеств.

## Творческая деятельность
Основные произведения:
- «Родители», холст, масло. 200х300 (2015 г.);
- «Отец», холст, масло. 200х150 (2014 г.);
- «Бросающие камни», холст, масло.160х200 (2012 г.);
- «Идущий воин», холст, масло. 200х100 (2012 г.);
- «Переправа», холст, масло. 200х100 (2014 г.);
- «Возвращение», холст, масло. 150х200 (2014 г.);
- «Идущий в гору», холст, масло. 200х150 (2014 г.);
- «Соболезнование», холст, масло. 200х150 (2014 г.);
- «Портрет дочери Дария», холст, масло. 200х150 (2015 г.);
- "Пьета", холст, масло. 400х400 (2022 г.)
- Иллюстрации к адыгскому героическому эпосу «Нарты» (2017 г.)

Произведения находятся в музеях и частных коллекциях в России и за рубежом.

## Награды
- Заслуженный художник Российской Федерации (2020)[1]
- Народный художник Кабардино-Балкарской республики (2009)